# Paolo Boselli
Pour les articles homonymes, voir Boselli.
Paolo Boselli (8 juin 1838, Savone - 10 mars 1932, Rome) est un homme d'État italien, président du Conseil italien durant la Première Guerre mondiale.